# Standard Luik in het seizoen 2016/17
Dit artikel beschrijft de prestaties van de Belgische voetbalclub Standard Luik in het seizoen 2016–2017.

## Spelerskern
| Nr.           | Naam                 | Nationaliteit | Geboortedatum | Vorige club                       |
| ------------- | -------------------- | ------------- | ------------- | --------------------------------- |
| Keepers       |                      |               |               |                                   |
| 1             | Jean-François Gillet | België        | 31-05-1979    | KV Mechelen (2015–2016)           |
| 16            | Arnaud Bodart        | België        | 11-03-1998    | /                                 |
| 28            | Guillaume Hubert     | België        | 11-01-1994    | Sint-Truidense VV (2015)          |
| Verdedigers   |                      |               |               |                                   |
| 2             | Réginal Goreux       | Haïti         | 31-12-1987    | FK Rostov (2014–2015)             |
| 13            | Alexander Scholz     | Denemarken    | 24-10-1992    | KSC Lokeren (2013–2015)           |
| 20            | Samy Mmaee           | België        | 08-09-1996    | /                                 |
| 24            | Corentin Fiore       | België        | 24-03-1995    | /                                 |
| 25            | Filip Mladenović     | Servië        | 15-08-1991    | FC Köln (2016)                    |
| 26            | Christian Luyindama  | Congo-Kinsh.  | 08-01-1994    | TP Mazembe (2015–2016)            |
| 27            | Darwin Andrade       | Colombia      | 11-02-1991    | Újpest FC (2014)                  |
| 32            | Collins Fai          | Kameroen      | 13-08-1992    | Dinamo Boekarest (2013–2015)      |
| 33            | Miloš Kosanović      | Servië        | 28-05-1990    | KV Mechelen (2014–2015)           |
| 34            | Konstantinos Laifis  | Cyprus        | 19-05-1993    | Anorthosis Famagusta (2013–2016)  |
| Middenvelders |                      |               |               |                                   |
| 5             | Danilo Barbosa       | Brazilië      | 28-02-1996    | Benfica (2016)                    |
| 7             | Mathieu Dossevi      | Togo          | 12-02-1988    | Olympiakos Piraeus (2014–2015)    |
| 10            | Dieumerci Ndongala   | Congo-Kinsh.  | 14-06-1991    | AA Gent (2016)                    |
| 15            | Merveille Bope       | Congo-Kinsh.  | 21-05-1992    | TP Mazembe (2012–2016)            |
| 18            | Răzvan Marin         | Roemenië      | 23-05-1996    | Viitorul Constanța (2013–2016)    |
| 21            | Eyong Enoh           | Kameroen      | 23-03-1986    | Antalyaspor (2014)                |
| 30            | Jonathan Legear      | België        | 13-04-1987    | Blackpool FC (2014–2015)          |
| 38            | Alexandro Cavagnera  | België        | 01-12-1998    | /                                 |
| 40            | Jérôme Deom          | België        | 19-04-1999    | /                                 |
| 42            | Wallyson Mallmann    | Brazilië      | 16-02-1994    | OGC Nice (2015–2016)              |
| 44            | Ibrahima Cissé       | België        | 28-02-1994    | KV Mechelen (2014–2016)           |
| 60            | Birama Touré         | Mali          | 06-06-1992    | FC Nantes (2015–2016)             |
| 77            | Valerij Lutsjkevytsj | Oekraïne      | 11-01-1996    | Dnipro Dnipropetrovsk (2013–2016) |
| Aanvallers    |                      |               |               |                                   |
| 8             | Benito Raman         | België        | 07-11-1994    | Sint-Truidense VV (2016)          |
| 9             | Renaud Emond         | België        | 05-12-1991    | Waasland-Beveren (2013–2015)      |
| 11            | Jonathan Bolingi     | Congo-Kinsh.  | 30-06-1994    | TP Mazembe (2014–2016)            |
| 17            | Ryan Mmaee           | België        | 01-11-1997    | /                                 |
| 19            | Mohamed Yattara      | Guinee        | 28-07-1993    | Angers (2016)                     |
| 22            | Edmilson jr.         | België        | 19-08-1994    | Sint-Truidense VV (2012–2015)     |
| 52            | Ibrahima Bah         | België        | 01-01-1999    | /                                 |
| 70            | Orlando Sá           | Portugal      | 26-05-1988    | Maccabi Tel Aviv (2016)           |
| 99            | Ishak Belfodil       | Algerije      | 12-01-1992    | Baniyas SC (2015–2016)            |

- Adrien Trebel begon als aanvoerder aan het seizoen. Op 27 december 2016 nam Scholz de aanvoerdersband over. Enkele weken later tekende Trebel bij Anderlecht.
- Achraf Achaoui, Alpaslan Öztürk, Yannis Mbombo, Fadel Gobitaka en Martin Remacle keerden bij aanvang van het seizoen terug naar de B-kern.

### Technische staf
| Functie         | Naam                 | Nationaliteit | Opmerking                               |
| --------------- | -------------------- | ------------- | --------------------------------------- |
| Interim-coach   | José Jeunechamps     | België        | Vanaf 17 april 2017.                    |
| Coach           | Aleksandar Janković  | Servië        | Van 6 september 2016 tot 17 april 2017. |
| Coach           | Yannick Ferrera      | België        | Ontslagen op 6 september 2016.          |
| Assistent-coach | Eric Deflandre       | België        |                                         |
| Assistent-coach | Luigi Pieroni        | België        | Vanaf 17 april 2017.                    |
| Assistent-coach | Thierry Verjans      | België        | Van 6 september 2016 tot 17 april 2017. |
| Assistent-coach | Yann Daniélou        | Frankrijk     | Ontslagen op 6 september 2016.          |
| Video-analist   | William Still        | België        | Ontslagen op 6 september 2016.          |
| Keeperstrainer  | Philippe Vande Walle | België        |                                         |
| Teammanager     | Pierre Rossi         | België        |                                         |

## Bestuur
| Functie                  | Naam               | Nationaliteit | Opmerking                                   |
| ------------------------ | ------------------ | ------------- | ------------------------------------------- |
| Voorzitter / Eigenaar    | Bruno Venanzi      | België        |                                             |
| Algemeen directeur       | Bob Claes          | België        | Opgestapt op 12 september 2016.             |
| Sportief raadgever       | Daniel Van Buyten  | België        | Samenwerking stopgezet op 13 februari 2017. |
| Sportief directeur       | Olivier Renard     | België        |                                             |
| Marketing & Communicatie | Alexandre Grosjean | België        |                                             |
| Hoofd jeugdopleiding     | Ingrid Vanherle    | België        |                                             |

## Uitrustingen
Shirtsponsor(s): Base / VOO

Sportmerk: Kappa
| Thuis | Uit | Europa | Doelman | Doelman |

## Transfers

### Zomer
| Naam                   | Nationaliteit | Van / Naar         | Bedrag / Type  |
| ---------------------- | ------------- | ------------------ | -------------- |
| Inkomend               |               |                    |                |
| Ibrahima Cissé         | België        | KV Mechelen        | € 1.200.000    |
| Birama Touré           | Mali          | FC Nantes          | € 1.500.000    |
| Benito Raman           | België        | AA Gent            | € 800.000      |
| Isaac Mbenza           | België        | Valenciennes       | € 1.500.000    |
| Jean-François Gillet   | België        | Catania            | Gekocht        |
| Farouk Miya            | Oeganda       | Vipers SC          | Gekocht        |
| Orlando Sá             | Portugal      | Maccabi Tel Aviv   | Gekocht        |
| Ishak Belfodil         | Algerije      | Baniyas SC         | Einde contract |
| William Soares         | Brazilië      | Hapoel Beër Sjeva  | Einde contract |
| Yannis Mbombo          | België        | FC Sochaux         | Einde huur     |
| Mohamed Yattara        | Guinee        | Angers             | Einde huur     |
| Deni Milošević         | België        | Waasland-Beveren   | Einde huur     |
| Lucas Pirard           | België        | Lommel United      | Einde huur     |
| François Marquet       | België        | Excel Moeskroen    | Einde huur     |
| Alpaslan Öztürk        | Turkije       | Eskişehirspor      | Einde huur     |
| Konstantinos Laifis    | Cyprus        | Olympiakos         | Huur           |
| Uwa Elderson Echiéjilé | Nigeria       | AS Monaco          | Huur           |
| Wallyson Mallmann      | Brazilië      | Sporting Lissabon  | Huur           |
| Farès Bahlouli         | Frankrijk     | AS Monaco          | Huur           |
| Uitgaand               |               |                    |                |
| Giannis Maniatis       | Griekenland   | Olympiakos Piraeus | Einde huur     |
| Víctor Valdés          | Spanje        | Manchester United  | Einde huur     |
| Gabriel Boschilia      | Brazilië      | AS Monaco          | Einde huur     |
| Christian Brüls        | België        | Stade Rennes       | Einde huur     |
| Olivier Kingue         | Kameroen      | Nkufo Academy      | Einde huur     |
| Martin Milec           | Slovenië      | Roda JC            | Huur           |
| Hugo Cuypers           | België        | RFC Seraing        | Huur           |
| Deni Milošević         | België        | Konyaspor          | € 200.000      |
| Ivan Santini           | Kroatië       | SM Caen            | € 2.500.000    |
| François Marquet       | België        | Waasland-Beveren   | Verkocht       |
| Lucas Pirard           | België        | Sint-Truidense VV  | Verkocht       |
| Landry Dimata          | België        | KV Oostende        | Verkocht       |
| Yohann Thuram          | Frankrijk     | Le Havre           | Transfervrij   |
| Benjamin Tetteh        | Ghana         | FC Slovácko        | Huur           |

### Winter
| Naam                   | Nationaliteit       | Van / Naar            | Bedrag / Type |
| ---------------------- | ------------------- | --------------------- | ------------- |
| Inkomend               |                     |                       |               |
| Filip Mladenović       | Servië              | FC Köln               | Gekocht       |
| Răzvan Marin           | Roemenië            | Viitorul Constanța    | € 2.400.000   |
| Danilo Barbosa         | Brazilië            | SC Braga              | Huur          |
| Valeriy Luchkevych     | Oekraïne            | Dnipro Dnipropetrovsk | € 1.000.000   |
| Dieumerci Ndongala     | Congo-Kinsh.        | AA Gent               | Gekocht       |
| Moussa Djenepo         | Mali                | Yeelen Olympique      | Huur          |
| Bope                   | Congo-Kinsh.        | TP Mazembe            | Huur          |
| Jonathan Bolingi       | Congo-Kinsh.        | TP Mazembe            | Huur          |
| Christian Luyindama    | Congo-Kinsh.        | TP Mazembe            | Huur          |
| Uitgaand               |                     |                       |               |
| Dino Arslanagic        | België              | Excel Moeskroen       | Verkocht      |
| Adrien Trebel          | Frankrijk           | RSC Anderlecht        | € 3.500.000   |
| Yannis Mbombo          | België              | Örebro SK             | Verkocht      |
| Rochinha               | Portugal            | Boavista FC           | Verkocht      |
| William Soares         | Brazilië            | Hapoel Beër Sjeva     | Verkocht      |
| Isaac Mbenza           | België              | Montpellier HSC       | Verkocht      |
| Martin Remacle         | België              | Torino                | € 350.000     |
| Birama Touré           | Mali                | AJ Auxerre            | Huur          |
| Senne Vits             | België              | MVV Maastricht        | Huur          |
| Beni Badibanga         | België              | Roda JC               | Huur          |
| Jean-Luc Dompé         | Frankrijk           | KAS Eupen             | Huur          |
| Farouk Miya            | Oeganda             | Excel Moeskroen       | Huur          |
| Mohamed Yattara        | Guinee              | AJ Auxerre            | Huur          |
| Jonathan Okita         | Duitsland Frankrijk | Union Saint-Gilloise  | Huur          |
| Uwa Elderson Echiéjilé | Nigeria             | AS Monaco             | Einde huur    |
| Farès Bahlouli         | Frankrijk           | AS Monaco             | Einde huur    |

## Supercup
| Supercup                                     |                          |             |               | |                         |
| Wedstrijddetails                             | Thuisploeg               | Uitslag     | Uitploeg      | Opstelling | Kaarten                 |
| 23 juli 2016 20:00 Jan Breydelstadion Brugge | Club Brugge              | 2-1         | Standard Luik | Gillet Fai, Arslanagic, Scholz, Andrade Cissé (76' Yattara), Trebel, Miya (66' Legear) Dossevi, Santini (59' Emond), Edmilson jr. | 44' Cissé 90+3' Yattara |
| 23 juli 2016 20:00 Jan Breydelstadion Brugge | 51' Izquierdo 62' Vormer | 0-1 1-1 2-1 | 39' Santini   | Gillet Fai, Arslanagic, Scholz, Andrade Cissé (76' Yattara), Trebel, Miya (66' Legear) Dossevi, Santini (59' Emond), Edmilson jr. | 44' Cissé 90+3' Yattara |

## Jupiler Pro League

### Wedstrijden
| Wedstrijddetails                                              | Thuisploeg                                         | Uitslag                 | Uitploeg                                | Opstelling | Kaarten                                                    |
| ------------------------------------------------------------- | -------------------------------------------------- | ----------------------- | --------------------------------------- | --- | ---------------------------------------------------------- |
| Heenronde                                                     |                                                    |                         |                                         | |                                                            |
| 31 juli 2016 14:30 't Kuipje Westerlo                         | KVC Westerlo                                       | 2-2                     | Standard Luik                           | Gillet Goreux, Arslanagic (73' Laifis), Scholz, Andrade Dossevi, Enoh, Trebel, Edmilson jr. (46' Mbenza) Raman (63' Legaer), Santini        | 76' Santini                                                |
| 31 juli 2016 14:30 't Kuipje Westerlo                         | 32' Acolatse 45+1' Ganvoula                        | 0-1 1-1 2-1 2-2         | 6' Santini 90' Legaer                   | Gillet Goreux, Arslanagic (73' Laifis), Scholz, Andrade Dossevi, Enoh, Trebel, Edmilson jr. (46' Mbenza) Raman (63' Legaer), Santini        | 76' Santini                                                |
| 6 augustus 2016 20:30 Stade Maurice Dufrasne Luik             | Standard Luik                                      | 2-0                     | Sint-Truiden                            | Gillet Goreux, Scholz, Fiore, Andrade Dossevi, Enoh, Trebel (88' Cissé), Edmilson jr. Raman (65' Mbenza), R. Mmaee (79' Dompé)              | 39' Trebel 44' Raman                                       |
| 6 augustus 2016 20:30 Stade Maurice Dufrasne Luik             | 13' Pulido (own) 27' Edmilson jr. (pen.)           | 1-0 2-0                 |                                         | Gillet Goreux, Scholz, Fiore, Andrade Dossevi, Enoh, Trebel (88' Cissé), Edmilson jr. Raman (65' Mbenza), R. Mmaee (79' Dompé)              | 39' Trebel 44' Raman                                       |
| 14 augustus 2016 14:30 Regenboogstadion Waregem               | Zulte Waregem                                      | 1-0                     | Standard Luik                           | Gillet Goreux, Scholz, Fiore, Andrade Dossevi, Enoh, Trebel (73' Cissé), Edmilson jr. (62' Miya) R. Mmaee (46' Legear), Tetteh              | 79' Andrade 87' Fiore                                      |
| 14 augustus 2016 14:30 Regenboogstadion Waregem               | 22' Derijck                                        | 1-0                     |                                         | Gillet Goreux, Scholz, Fiore, Andrade Dossevi, Enoh, Trebel (73' Cissé), Edmilson jr. (62' Miya) R. Mmaee (46' Legear), Tetteh              | 79' Andrade 87' Fiore                                      |
| 19 augustus 2016 20:30 Stade Maurice Dufrasne Luik            | Standard Luik                                      | 0-0                     | Sporting Charleroi                      | Gillet Goreux, Scholz, Laifis, Fiore Cissé (33' Touré), Enoh, Trebel Dossevi, Raman (60' Mbenza), Edmilson jr. (78' R. Mmaee)               | 42' Scholz 45+3' Raman 56' Trebel 65' Touré                |
| 19 augustus 2016 20:30 Stade Maurice Dufrasne Luik            |                                                    |                         |                                         | Gillet Goreux, Scholz, Laifis, Fiore Cissé (33' Touré), Enoh, Trebel Dossevi, Raman (60' Mbenza), Edmilson jr. (78' R. Mmaee)               | 42' Scholz 45+3' Raman 56' Trebel 65' Touré                |
| 28 augustus 2016 14:30 Jan Breydelstadion Brugge              | Club Brugge                                        | 2-2                     | Standard Luik                           | Hubert Goreux, Scholz, Laifis, Fiore Touré, Enoh, Trebel (88' S. Mmaee) Dossevi, R. Mmaee (76' Mbenza), Dompé (70' Edmilson jr.)            | 39' Hubert 45+2' Dossevi 67' Goreux                        |
| 28 augustus 2016 14:30 Jan Breydelstadion Brugge              | 53' Gedoz 90+4' Engels                             | 0-1 1-1 1-2 2-2         | 14' Touré 85' Edmilson jr.              | Hubert Goreux, Scholz, Laifis, Fiore Touré, Enoh, Trebel (88' S. Mmaee) Dossevi, R. Mmaee (76' Mbenza), Dompé (70' Edmilson jr.)            | 39' Hubert 45+2' Dossevi 67' Goreux                        |
| 11 september 2016 20:00 Stade Maurice Dufrasne Luik           | Standard Luik                                      | 2-0                     | KRC Genk                                | Gillet Fai, Soares, Laifis, Andrade Dossevi, Enoh, Trebel, Dompé (65' Edmilson jr.) Belfodil (80' Mbenza), Raman (87' Sá)                   | 39' Raman                                                  |
| 11 september 2016 20:00 Stade Maurice Dufrasne Luik           | 11' Belfodil 90+3' Sá                              | 1-0 2-0                 |                                         | Gillet Fai, Soares, Laifis, Andrade Dossevi, Enoh, Trebel, Dompé (65' Edmilson jr.) Belfodil (80' Mbenza), Raman (87' Sá)                   | 39' Raman                                                  |
| 17 september 2016 20:00 Daknamstadion Lokeren                 | KSC Lokeren                                        | 0-1                     | Standard Luik                           | Gillet Fai, Soares, Laifis, Andrade Dossevi (90+2' Sá), Cissé, Trebel, Edmilson jr. (81' Badibanga) Belfodil, R. Mmaee (46' Raman)          | 31' Andrade                                                |
| 17 september 2016 20:00 Daknamstadion Lokeren                 |                                                    | 0-1                     | 70' Raman                               | Gillet Fai, Soares, Laifis, Andrade Dossevi (90+2' Sá), Cissé, Trebel, Edmilson jr. (81' Badibanga) Belfodil, R. Mmaee (46' Raman)          | 31' Andrade                                                |
| 25 september 2016 14:30 Stade Maurice Dufrasne Luik           | Standard Luik                                      | 3-0                     | KAS Eupen                               | Gillet Fai, Scholz, Laifis, Andrade Dossevi (76' Dompé), Enoh, Trebel, Edmilson jr. (88' Touré) Belfodil, Raman (70' Sá)                    | 25' Belfodil 40' Fai                                       |
| 25 september 2016 14:30 Stade Maurice Dufrasne Luik           | 7' Raman 55' Edmilson jr. 90' Belfodil             | 1-0 2-0 3-0             |                                         | Gillet Fai, Scholz, Laifis, Andrade Dossevi (76' Dompé), Enoh, Trebel, Edmilson jr. (88' Touré) Belfodil, Raman (70' Sá)                    | 25' Belfodil 40' Fai                                       |
| 2 oktober 2016 18:00 Stade Maurice Dufrasne Luik              | Standard Luik                                      | 0-1                     | RSC Anderlecht                          | Gillet Fai, Scholz, Laifis, Andrade Dossevi, Enoh, Trebel, Dompé (46' Edmilson jr.) Belfodil (70' Mbenza), Raman (82' Sá)                   | 26' Fai                                                    |
| 2 oktober 2016 18:00 Stade Maurice Dufrasne Luik              |                                                    | 0-1                     | 79' Teodorczyk                          | Gillet Fai, Scholz, Laifis, Andrade Dossevi, Enoh, Trebel, Dompé (46' Edmilson jr.) Belfodil (70' Mbenza), Raman (82' Sá)                   | 26' Fai                                                    |
| 15 oktober 2016 18:00 Guldensporenstadion Kortrijk            | KV Kortrijk                                        | 3-3                     | Standard Luik                           | Gillet Scholz, Soares (62' Cissé), Laifis, Andrade Dossevi (87' Mbenza), Enoh, Trebel, Edmilson jr. Belfodil, Sá (89' Emond)                | 51' Soares 71' Enoh 76' Trebel                             |
| 15 oktober 2016 18:00 Guldensporenstadion Kortrijk            | 14' Saadi 19' Kage 29' Totovytsky                  | 0-1 1-1 1-2 2-2 3-2 3-3 | 12' Sá 17' Sá 41' Trebel                | Gillet Scholz, Soares (62' Cissé), Laifis, Andrade Dossevi (87' Mbenza), Enoh, Trebel, Edmilson jr. Belfodil, Sá (89' Emond)                | 51' Soares 71' Enoh 76' Trebel                             |
| 23 oktober 2016 20:00 Stade Maurice Dufrasne Luik             | Standard Luik                                      | 5-0                     | Waasland-Beveren                        | Gillet Goreux, Scholz, Laifis, Echiéjilé Raman (71' Mbenza), Enoh, Trebel, Edmilson jr. (43' Mallmann) Belfodil, Sá (46' Emond)             | 63' Trebel                                                 |
| 23 oktober 2016 20:00 Stade Maurice Dufrasne Luik             | 16' Raman 26' Sá 31' Sá 56' Raman 69' Emond (pen.) | 1-0 2-0 3-0 4-0 5-0     |                                         | Gillet Goreux, Scholz, Laifis, Echiéjilé Raman (71' Mbenza), Enoh, Trebel, Edmilson jr. (43' Mallmann) Belfodil, Sá (46' Emond)             | 63' Trebel                                                 |
| 27 oktober 2016 20:30 Ghelamco Arena Gent                     | AA Gent                                            | 1-0                     | Standard Luik                           | Gillet Soares, Scholz, Laifis Fai, Enoh, Trebel, Echiéjilé Belfodil (75' Emond), Sá (71' Raman), Edmilson jr. (82' Mbenza)                  | 41' Soares                                                 |
| 27 oktober 2016 20:30 Ghelamco Arena Gent                     | 70' Coulibaly                                      | 1-0                     |                                         | Gillet Soares, Scholz, Laifis Fai, Enoh, Trebel, Echiéjilé Belfodil (75' Emond), Sá (71' Raman), Edmilson jr. (82' Mbenza)                  | 41' Soares                                                 |
| 30 oktober 2016 14:30 Versluys Arena Oostende                 | KV Oostende                                        | 3-1                     | Standard Luik                           | Gillet Goreux (46' Soares), Laifis, Fiore (46' Edmilson jr.) Fai, Enoh, Trebel, Echiéjilé Belfodil, Sá, Raman (70' Mbenza)                  | 14' Raman 20' Goreux 22' Laifis 48' Fai 76' Trebel 78' Fai |
| 30 oktober 2016 14:30 Versluys Arena Oostende                 | 11' Dimata 21' Milić 48' Berrier (pen.)            | 1-0 2-0 3-0 3-1         | 63' Sá                                  | Gillet Goreux (46' Soares), Laifis, Fiore (46' Edmilson jr.) Fai, Enoh, Trebel, Echiéjilé Belfodil, Sá, Raman (70' Mbenza)                  | 14' Raman 20' Goreux 22' Laifis 48' Fai 76' Trebel 78' Fai |
| 6 november 2016 20:00 Stade Maurice Dufrasne Luik             | Standard Luik                                      | 2-1                     | Excel Moeskroen                         | Hubert Goreux, Scholz, Laifis, Fiore Raman (90+2' Emond), Cissé, Enoh (46' Mallmann), Edmilson jr. Belfodil, Sá (68' Mbenza)                | 15' Enoh                                                   |
| 6 november 2016 20:00 Stade Maurice Dufrasne Luik             | 55' Belfodil 71' Edmilson jr.                      | 1-0 2-0 2-1             | 73' Trezeguet                           | Hubert Goreux, Scholz, Laifis, Fiore Raman (90+2' Emond), Cissé, Enoh (46' Mallmann), Edmilson jr. Belfodil, Sá (68' Mbenza)                | 15' Enoh                                                   |
| 20 november 2016 18:00 Achter de Kazerne Mechelen             | KV Mechelen                                        | 2-1                     | Standard Luik                           | Hubert Fai, Scholz, Laifis, Andrade Dossevi (66' Mbenza), Cissé, Trebel (79' Raman), Edmilson jr. Belfodil, Sá                              | 30' Fai 43' Belfodil 67' Sá 79' Mbenza                     |
| 20 november 2016 18:00 Achter de Kazerne Mechelen             | 45' Rits 53' Verdier                               | 0-1 1-1 2-1             | 26' Sá                                  | Hubert Fai, Scholz, Laifis, Andrade Dossevi (66' Mbenza), Cissé, Trebel (79' Raman), Edmilson jr. Belfodil, Sá                              | 30' Fai 43' Belfodil 67' Sá 79' Mbenza                     |
| Terugronde                                                    |                                                    |                         |                                         | |                                                            |
| 27 november 2016 18:00 Stade Maurice Dufrasne Luik            | Standard Luik                                      | 4-1                     | Zulte Waregem                           | Hubert Fai, Scholz, Laifis (86' Kosanović), Fiore Mbenza (82' Badibanga), Cissé, Trebel, Edmilson jr. Belfodil, Sá (62' Emond)              | 45' Laifis                                                 |
| 27 november 2016 18:00 Stade Maurice Dufrasne Luik            | 27' Scholz 71' Belfodil 77' Emond 81' Edmilson jr. | 1-0 1-1 2-1 3-1 4-1     | 65' Oulare                              | Hubert Fai, Scholz, Laifis (86' Kosanović), Fiore Mbenza (82' Badibanga), Cissé, Trebel, Edmilson jr. Belfodil, Sá (62' Emond)              | 45' Laifis                                                 |
| 4 december 2016 18:00 Stade du Pays de Charleroi Charleroi    | Sporting Charleroi                                 | 1-3                     | Standard Luik                           | Hubert Fai, Scholz, Laifis, Fiore Mbenza, Enoh, Trebel, Edmilson jr. Belfodil, Sá                                                           | 47' Fiore                                                  |
| 4 december 2016 18:00 Stade du Pays de Charleroi Charleroi    | 12' Bakar                                          | 1-0 1-1 1-2 1-3         | 23' Sá 51' Belfodil 57' Sá              | Hubert Fai, Scholz, Laifis, Fiore Mbenza, Enoh, Trebel, Edmilson jr. Belfodil, Sá                                                           | 47' Fiore                                                  |
| 11 december 2016 20:00 Stade Maurice Dufrasne Luik            | Standard Luik                                      | 3-1                     | KVC Westerlo                            | Hubert Fai, Soares, Laifis, Echiéjilé Dompé (74' Mbenza), Enoh (46' Cissé), Trebel, Raman Belfodil, Sá (64' Goreux)                         | 61' Fai 69' Belfodil                                       |
| 11 december 2016 20:00 Stade Maurice Dufrasne Luik            | 8' Sá (pen.) 16' Laifis 75' Mbenza                 | 1-0 2-0 3-0 3-1         | 90+2' Hyland                            | Hubert Fai, Soares, Laifis, Echiéjilé Dompé (74' Mbenza), Enoh (46' Cissé), Trebel, Raman Belfodil, Sá (64' Goreux)                         | 61' Fai 69' Belfodil                                       |
| 18 december 2016 14:30 Luminus Arena Genk                     | KRC Genk                                           | 2-2                     | Standard Luik                           | Hubert Goreux, Kosanović, Laifis, Echiéjilé Raman (39' Mbenza), Cissé, Trebel, Edmilson jr. (81' Fiore) Belfodil, Sá (65' Dompé)            | 22' Edmilson jr. 37' Sá 58' Mbenza 82' Goreux 90+2' Trebel |
| 18 december 2016 14:30 Luminus Arena Genk                     | 3' Colley 77' Samatta                              | 1-0 1-1 1-2 2-2         | 15' Sá 25' Belfodil                     | Hubert Goreux, Kosanović, Laifis, Echiéjilé Raman (39' Mbenza), Cissé, Trebel, Edmilson jr. (81' Fiore) Belfodil, Sá (65' Dompé)            | 22' Edmilson jr. 37' Sá 58' Mbenza 82' Goreux 90+2' Trebel |
| 21 december 2016 20:30 Stade Maurice Dufrasne Luik            | Standard Luik                                      | 1-1                     | KSC Lokeren                             | Hubert Goreux, Scholz, Laifis, Echiéjilé Raman (66' Dossevi), Enoh, Trebel, Edmilson jr. (79' Mbenza) Belfodil, Sá                          |                                                            |
| 21 december 2016 20:30 Stade Maurice Dufrasne Luik            | 47' Goreux                                         | 1-0 1-1                 | 69' Marić                               | Hubert Goreux, Scholz, Laifis, Echiéjilé Raman (66' Dossevi), Enoh, Trebel, Edmilson jr. (79' Mbenza) Belfodil, Sá                          |                                                            |
| 27 december 2016 20:30 Stayen Sint-Truiden                    | Sint-Truiden                                       | 2-2                     | Standard Luik                           | Hubert Goreux, Scholz, Laifis, Fai Raman (46' Dossevi), Enoh, Trebel, Edmilson jr. (74' Mbenza) Belfodil, Sá (67' Emond)                    | 45' Scholz 77' Laifis                                      |
| 27 december 2016 20:30 Stayen Sint-Truiden                    | 73' Ceballos 78' Boli                              | 0-1 1-1 2-1 2-2         | 47' Trebel 80' Belfodil (pen.)          | Hubert Goreux, Scholz, Laifis, Fai Raman (46' Dossevi), Enoh, Trebel, Edmilson jr. (74' Mbenza) Belfodil, Sá (67' Emond)                    | 45' Scholz 77' Laifis                                      |
| 22 januari 2017 14:30 Stade Maurice Dufrasne Luik             | Standard Luik                                      | 0-3                     | Club Brugge                             | Hubert Scholz, Laifis, Kosanović (63' Mbenza) Goreux, Cissé (80' Marin), Enoh, Mladenović Edmilson jr., Sá, Belfodil                        | 71' Goreux                                                 |
| 22 januari 2017 14:30 Stade Maurice Dufrasne Luik             |                                                    | 0-1 0-2 0-3             | 22' Vossen 66' Vormer 70' Wesley        | Hubert Scholz, Laifis, Kosanović (63' Mbenza) Goreux, Cissé (80' Marin), Enoh, Mladenović Edmilson jr., Sá, Belfodil                        | 71' Goreux                                                 |
| 26 januari 2017 20:30 Kehrwegstadion Eupen                    | KAS Eupen                                          | 2-2                     | Standard Luik                           | Gillet Goreux, Scholz, Laifis, Mladenović Edmilson jr. (60' Mbenza), Cissé (66' Danilo), Marin, Raman Sá (78' Emond), Belfodil              | 37' Mladenović 56' Cissé 82' Marin 84' Danilo              |
| 26 januari 2017 20:30 Kehrwegstadion Eupen                    | 55' Laifis (own) 65' Sylla                         | 0-1 1-1 2-1 2-2         | 3' Belfodil 90' Belfodil                | Gillet Goreux, Scholz, Laifis, Mladenović Edmilson jr. (60' Mbenza), Cissé (66' Danilo), Marin, Raman Sá (78' Emond), Belfodil              | 37' Mladenović 56' Cissé 82' Marin 84' Danilo              |
| 29 januari 2017 18:00 Constant Vanden Stockstadion Anderlecht | RSC Anderlecht                                     | 0-0                     | Standard Luik                           | Gillet Goreux, Scholz, Kosanović, Mladenović Dossevi (78' Mbenza), Marin, Laifis, Raman (46' Fiore) Emond (10' Danilo), Belfodil            | 2' Mladenović 45+2' Goreux 69' Gillet 90' Belfodil         |
| 29 januari 2017 18:00 Constant Vanden Stockstadion Anderlecht |                                                    |                         |                                         | Gillet Goreux, Scholz, Kosanović, Mladenović Dossevi (78' Mbenza), Marin, Laifis, Raman (46' Fiore) Emond (10' Danilo), Belfodil            | 2' Mladenović 45+2' Goreux 69' Gillet 90' Belfodil         |
| 4 februari 2017 18:00 Stade Maurice Dufrasne Luik             | Standard Luik                                      | 0-3                     | KV Kortrijk                             | Gillet Luchkevych, Scholz, Kosanović, Mladenović Dossevi, Marin (55' Danilo), Laifis, Raman (72' Bah) Emond, Belfodil                       | 45+1' Scholz                                               |
| 4 februari 2017 18:00 Stade Maurice Dufrasne Luik             |                                                    | 0-1 0-2 0-3             | 27' Chevalier 54' Saadi 74' Saadi       | Gillet Luchkevych, Scholz, Kosanović, Mladenović Dossevi, Marin (55' Danilo), Laifis, Raman (72' Bah) Emond, Belfodil                       | 45+1' Scholz                                               |
| 12 februari 2017 20:00 Freethiel Beveren                      | Waasland-Beveren                                   | 0-1                     | Standard Luik                           | Gillet Goreux, Scholz, Kosanović, Fiore Dossevi (90+2' Laifis), Danilo (88' Marin), Cissé, Edmilson jr. (70' Legear) Sá, Belfodil           | 40' Sá 89' Goreux                                          |
| 12 februari 2017 20:00 Freethiel Beveren                      |                                                    | 0-1                     | 54' Sá                                  | Gillet Goreux, Scholz, Kosanović, Fiore Dossevi (90+2' Laifis), Danilo (88' Marin), Cissé, Edmilson jr. (70' Legear) Sá, Belfodil           | 40' Sá 89' Goreux                                          |
| 19 februari 2017 14:30 Stade Maurice Dufrasne Luik            | Standard Luik                                      | 1-1                     | AA Gent                                 | Gillet Fai, Scholz, Kosanović, Fiore Dossevi, Danilo (58' Marin), Cissé, Edmilson jr. (87' Raman) Sá, Belfodil                              |                                                            |
| 19 februari 2017 14:30 Stade Maurice Dufrasne Luik            | 44' Sá                                             | 1-0 1-1                 | 51' Mitrović                            | Gillet Fai, Scholz, Kosanović, Fiore Dossevi, Danilo (58' Marin), Cissé, Edmilson jr. (87' Raman) Sá, Belfodil                              |                                                            |
| 26 februari 2017 14:30 Stade Maurice Dufrasne Luik            | Standard Luik                                      | 2-2                     | KV Mechelen                             | Gillet Fai, Scholz, Kosanović, Fiore Dossevi, Marin (85' Danilo), Cissé, Edmilson jr. (46' Legear) Sá (70' Bolingi), Belfodil               | 33' Marin                                                  |
| 26 februari 2017 14:30 Stade Maurice Dufrasne Luik            | 40' Kosanović 55' Sá                               | 1-0 1-1 1-2 2-2         | 45' Rits 49' Rits                       | Gillet Fai, Scholz, Kosanović, Fiore Dossevi, Marin (85' Danilo), Cissé, Edmilson jr. (46' Legear) Sá (70' Bolingi), Belfodil               | 33' Marin                                                  |
| 4 maart 2017 20:00 Le Canonnier Moeskroen                     | Excel Moeskroen                                    | 1-0                     | Standard Luik                           | Gillet Fai, Laifis, Kosanović, Mladenović Dossevi, Marin, Cissé, Legear (46' Bolingi) Raman (60' Edmilson jr.), Belfodil                    | 25' Laifis 31' Cissé 43' Raman 59' Belfodil                |
| 4 maart 2017 20:00 Le Canonnier Moeskroen                     | 38' Diédhiou                                       | 1-0                     |                                         | Gillet Fai, Laifis, Kosanović, Mladenović Dossevi, Marin, Cissé, Legear (46' Bolingi) Raman (60' Edmilson jr.), Belfodil                    | 25' Laifis 31' Cissé 43' Raman 59' Belfodil                |
| 12 maart 2017 14:30 Stade Maurice Dufrasne Luik               | Standard Luik                                      | 2-2                     | KV Oostende                             | Gillet Fai, Laifis, Kosanović, Fiore Dossevi (39' Legear), Marin (77' Deom), Cissé, Edmilson jr. (77' Luchkevych) Bolingi, Belfodil         | 66' Fai 89' Fiore                                          |
| 12 maart 2017 14:30 Stade Maurice Dufrasne Luik               | 53' Belfodil 82' Belfodil (pen.)                   | 0-1 0-2 1-2 2-2         | 12' Bossaerts 47' Akpala                | Gillet Fai, Laifis, Kosanović, Fiore Dossevi (39' Legear), Marin (77' Deom), Cissé, Edmilson jr. (77' Luchkevych) Bolingi, Belfodil         | 66' Fai 89' Fiore                                          |
| Play-off II                                                   |                                                    |                         |                                         | |                                                            |
| 2 april 2017 20:00 Herman Vanderpoortenstadion Lier           | Lierse SK                                          | 1-0                     | Standard Luik                           | Gillet Fai, Scholz, Kosanović, Andrade Edmilson jr. (65' Marin), Enoh, Deom (81' Emond), Raman (51' Legear) Sá, Belfodil                    | 14' Deom                                                   |
| 2 april 2017 20:00 Herman Vanderpoortenstadion Lier           | 17' Benson                                         | 1-0                     |                                         | Gillet Fai, Scholz, Kosanović, Andrade Edmilson jr. (65' Marin), Enoh, Deom (81' Emond), Raman (51' Legear) Sá, Belfodil                    | 14' Deom                                                   |
| 8 april 2017 20:30 Stade Maurice Dufrasne Luik                | Standard Luik                                      | 2-2                     | Sint-Truiden                            | Gillet Fai, Scholz, Kosanović, Andrade Legear (61' Deom), Enoh, Marin, Raman (61' Luchkevych) Sá (80' Emond), Belfodil                      | 49' Fai 60' Scholz 82' Andrade                             |
| 8 april 2017 20:30 Stade Maurice Dufrasne Luik                | 37' Belfodil 70' Marin                             | 0-1 1-1 2-1 2-2         | 35' Mechele 90+4' Gerkens               | Gillet Fai, Scholz, Kosanović, Andrade Legear (61' Deom), Enoh, Marin, Raman (61' Luchkevych) Sá (80' Emond), Belfodil                      | 49' Fai 60' Scholz 82' Andrade                             |
| 14 april 2017 20:30 Koning Boudewijnstadion Brussel           | Union Saint-Gilloise                               | 2-2                     | Standard Luik                           | Gillet Fai, Scholz, Kosanović, Fiore (82' Goreux) Legear (60' Deom), Bope, Marin, Raman (72' Luchkevych) Sá, Belfodil                       | 21' Fiore 58' Raman                                        |
| 14 april 2017 20:30 Koning Boudewijnstadion Brussel           | 13' Aguemon 90+4' Perdichizzi                      | 1-0 1-1 1-2 2-2         | 32' Sá 45' Belfodil                     | Gillet Fai, Scholz, Kosanović, Fiore (82' Goreux) Legear (60' Deom), Bope, Marin, Raman (72' Luchkevych) Sá, Belfodil                       | 21' Fiore 58' Raman                                        |
| 22 april 2017 20:30 Achter de Kazerne Mechelen                | KV Mechelen                                        | 1-0                     | Standard Luik                           | Gillet Goreux, Scholz, Kosanović, Fiore Cissé, Bope (56' Deom), Marin (72' Luchkevych) Belfodil, Sá, Legear (46' Ndongala)                  | 27' Goreux 38' Kosanović                                   |
| 22 april 2017 20:30 Achter de Kazerne Mechelen                | 54' Vanlerberghe                                   | 1-0                     |                                         | Gillet Goreux, Scholz, Kosanović, Fiore Cissé, Bope (56' Deom), Marin (72' Luchkevych) Belfodil, Sá, Legear (46' Ndongala)                  | 27' Goreux 38' Kosanović                                   |
| 25 april 2017 20:30 Stade Maurice Dufrasne Luik               | Standard Luik                                      | 0-2                     | Waasland-Beveren                        | Gillet Goreux, Scholz, Laifis, Fiore Cissé (46' Kosanović), Luyindama, Deom (70' Marin) Belfodil, Sá, Ndongala (61' Dossevi)                | 27' Laifis 37' Goreux 78' Goreux                           |
| 25 april 2017 20:30 Stade Maurice Dufrasne Luik               |                                                    | 0-1 0-2                 | 53' Moren 87' Gano                      | Gillet Goreux, Scholz, Laifis, Fiore Cissé (46' Kosanović), Luyindama, Deom (70' Marin) Belfodil, Sá, Ndongala (61' Dossevi)                | 27' Laifis 37' Goreux 78' Goreux                           |
| 28 april 2017 20:30 Stade Maurice Dufrasne Luik               | Standard Luik                                      | 3-1                     | Union Saint-Gilloise                    | Gillet Luchkevych, Scholz, Laifis, Andrade Dossevi, Luyindama, Deom (78' Marin), Ndongala (63' Raman) Belfodil (90+2' Bolingi), Sá          | 9' Sá 20' Luyindama                                        |
| 28 april 2017 20:30 Stade Maurice Dufrasne Luik               | 7' Sá 29' Luyindama 70' Belfodil                   | 1-0 2-0 2-1 3-1         | 51' Rajsel                              | Gillet Luchkevych, Scholz, Laifis, Andrade Dossevi, Luyindama, Deom (78' Marin), Ndongala (63' Raman) Belfodil (90+2' Bolingi), Sá          | 9' Sá 20' Luyindama                                        |
| 6 mei 2017 20:30 Stayen Sint-Truiden                          | Sint-Truiden                                       | 1-0                     | Standard Luik                           | Gillet Luchkevych, Scholz, Laifis, Andrade Dossevi (46' Legear), Luyindama, Deom (61' Marin), Ndongala (75' Goreux) Bolingi, Belfodil       | 30' Deom 45' Ndongala 90+2' Bolingi                        |
| 6 mei 2017 20:30 Stayen Sint-Truiden                          | 76' Gerkens                                        | 1-0                     |                                         | Gillet Luchkevych, Scholz, Laifis, Andrade Dossevi (46' Legear), Luyindama, Deom (61' Marin), Ndongala (75' Goreux) Bolingi, Belfodil       | 30' Deom 45' Ndongala 90+2' Bolingi                        |
| 12 mei 2017 20:30 Stade Maurice Dufrasne Luik                 | Standard Luik                                      | 2-0                     | KV Mechelen                             | Gillet Goreux, Scholz, Kosanović, Andrade Luchkevych, Marin, Luyindama, Edmilson jr. (69' Legear) R. Mmaee (86' Cissé), Emond (78' Bolingi) | 59' Luyindama 72' Kosanović 90+1' Goreux                   |
| 12 mei 2017 20:30 Stade Maurice Dufrasne Luik                 | 30' Luchkevych 58' Andrade                         | 1-0 2-0                 |                                         | Gillet Goreux, Scholz, Kosanović, Andrade Luchkevych, Marin, Luyindama, Edmilson jr. (69' Legear) R. Mmaee (86' Cissé), Emond (78' Bolingi) | 59' Luyindama 72' Kosanović 90+1' Goreux                   |
| 16 mei 2017 20:30 Freethiel Beveren                           | Waasland-Beveren                                   | 1-3                     | Standard Luik                           | Bodart Goreux, Scholz, Kosanović, Andrade Luchkevych (64' Legear), Luyindama, Deom, Edmilson jr. (64' Ndongala) R. Mmaee (74' Cissé), Emond | 66' Deom                                                   |
| 16 mei 2017 20:30 Freethiel Beveren                           | 37' Gano                                           | 0-1 0-2 1-2 1-3         | 32' Emond 35' R. Mmaee 51' Edmilson jr. | Bodart Goreux, Scholz, Kosanović, Andrade Luchkevych (64' Legear), Luyindama, Deom, Edmilson jr. (64' Ndongala) R. Mmaee (74' Cissé), Emond | 66' Deom                                                   |
| 19 mei 2017 20:30 Stade Maurice Dufrasne Luik                 | Standard Luik                                      | 2-0                     | Lierse SK                               | Bodart Goreux, Scholz, Laifis, Andrade Luchkevych, Luyindama, Cissé (78' Marin), Edmilson jr. (62' Legear) Sá, Emond (82' Cavagnera)        |                                                            |
| 19 mei 2017 20:30 Stade Maurice Dufrasne Luik                 | 23' Sá 90' Marin                                   | 1-0 2-0                 |                                         | Bodart Goreux, Scholz, Laifis, Andrade Luchkevych, Luyindama, Cissé (78' Marin), Edmilson jr. (62' Legear) Sá, Emond (82' Cavagnera)        |                                                            |

### Overzicht
| Speeldag  | 1 | 2 | 3 | 4 | 5  | 6 | 7  | 8  | 9  | 10 | 11 | 12 | 13 | 14 | 15 | 16 | 17 | 18 | 19 | 20 | 21 | 22 | 23 | 24 | 25 | 26 | 27 | 28 | 29 | 30 |  | 1 | 2 | 3 | 4 | 5 | 6 | 7 | 8 | 9  | 10 |
| --------- | - | - | - | - | -- | - | -- | -- | -- | -- | -- | -- | -- | -- | -- | -- | -- | -- | -- | -- | -- | -- | -- | -- | -- | -- | -- | -- | -- | -- |  | - | - | - | - | - | - | - | - | -- | -- |
| Resultaat | g | w | v | g | g  | w | w  | w  | v  | g  | w  | v  | v  | w  | v  | w  | *  | w  | g  | g  | g  | v  | g  | g  | v  | w  | g  | g  | v  | g  |  | v | g | g | v | v | w | v | w | w  | w  |
| Punten    | 1 | 4 | 4 | 5 | 6  | 9 | 12 | 15 | 15 | 16 | 19 | 19 | 19 | 22 | 22 | 25 | *  | 28 | 29 | 30 | 31 | 31 | 32 | 33 | 33 | 36 | 37 | 38 | 38 | 39 |  | 0 | 1 | 2 | 2 | 2 | 5 | 5 | 8 | 11 | 14 |
| Positie   | 7 | 4 | 7 | 8 | 11 | 9 | 5  | 3  | 5  | 7  | 5  | 7  | 9  | 8  | 9  | 7  | *  | 7  | 8  | 8  | 8  | 9  | 9  | 9  | 9  | 9  | 9  | 9  | 9  | 9  |  | 4 | 5 | 5 | 6 | 6 | 6 | 6 | 6 | 4  | 4  |

* Op de zeventiende speeldag werd het duel Charleroi-Standard na 67 minuten gestaakt omdat supporters van beide clubs projectielen op het veld hadden geworpen. Op 15 december 2016 oordeelde de Buitengewone Kamer van de KBVB dat geen van beide clubs recht had op drie punten, hoewel de wedstrijd gestaakt werd bij een tussenstand van 1–3 in het voordeel van de Luikenaars. Standard ging in beroep, maar kreeg op 20 februari 2017 ook van het Belgisch Arbitragehof voor de Sport (BAS) te horen dat het geen drie punten kreeg voor het gestaakte duel.

### Klassement

#### Reguliere competitie
| Pos | Team               | Wed | W  | G  | V  | Ptn | DV | DT | +/− |       |
| --- | ------------------ | --- | -- | -- | -- | --- | -- | -- | --- | ----- |
| 6   | Sporting Charleroi | 30  | 13 | 10 | 7  | 49  | 33 | 31 | +2  | PO I  |
| 7   | KV Mechelen        | 30  | 14 | 6  | 10 | 48  | 41 | 36 | +5  | PO II |
| 8   | KRC Genk           | 30  | 14 | 6  | 10 | 48  | 40 | 35 | +5  | PO II |
| 9   | Standard Luik      | 30  | 9  | 12 | 9  | 39  | 44 | 42 | +2  | PO II |
| 10  | KV Kortrijk        | 30  | 8  | 7  | 15 | 31  | 38 | 54 | −16 | PO II |
| 11  | Sporting Lokeren   | 30  | 7  | 10 | 13 | 31  | 24 | 34 | −10 | PO II |
| 12  | KAS Eupen          | 30  | 8  | 6  | 16 | 30  | 40 | 64 | −24 | PO II |

PO I: Play-off I, PO II: Play-off II, : Degradeert na dit seizoen naar Eerste Klasse B

#### Play-off II A
| Pos | Team              | Wed | W | G | V | Ptn | DV | DT | +/− |              |
| --- | ----------------- | --- | - | - | - | --- | -- | -- | --- | ------------ |
| 1   | Sint-Truidense VV | 10  | 7 | 1 | 2 | 22  | 23 | 7  | +16 | Finale PO II |
| 2   | KV Mechelen       | 10  | 5 | 1 | 4 | 16  | 7  | 16 | −9  |              |
| 3   | Waasland-Beveren  | 10  | 5 | 0 | 5 | 15  | 17 | 19 | −2  |              |
| 4   | Standard Luik     | 10  | 4 | 2 | 4 | 14  | 14 | 11 | +3  |              |
| 5   | Union Sint-Gillis | 10  | 3 | 1 | 6 | 10  | 15 | 19 | −4  |              |
| 6   | Lierse SK         | 10  | 3 | 1 | 6 | 10  | 12 | 16 | −4  |              |

## Beker van België
| Wedstrijddetails                           | Thuisploeg              | Uitslag     | Uitploeg      | Opstelling | Kaarten |
| ------------------------------------------ | ----------------------- | ----------- | ------------- | --- | ------- |
| 1/16 finale                                |                         |             |               | |         |
| 21 september 2016 20:30 Leunenstadion Geel | ASV Geel (1Am)          | 2-1         | Standard Luik | Gillet Goreux, Soares, Scholz, Fiore (79' Echiéjilé) Dossevi, Enoh (58' Emond), Cissé, Edmilson jr. Badibanga (46' Raman), Sá |         |
| 21 september 2016 20:30 Leunenstadion Geel | 31' Damblon 39' Damblon | 1-0 2-0 2-1 | 56' Raman     | Gillet Goreux, Soares, Scholz, Fiore (79' Echiéjilé) Dossevi, Enoh (58' Emond), Cissé, Edmilson jr. Badibanga (46' Raman), Sá |         |

## Europa League
| UEFA Europa League                                       |                                        |                 |                                       | |                                        |
| Wedstrijddetails                                         | Thuisploeg                             | Uitslag         | Uitploeg                              | Opstelling | Kaarten                                |
| Groepsfase                                               |                                        |                 |                                       | |                                        |
| 15 september 2016 21:05 Stade Maurice Dufrasne Luik      | Standard Luik                          | 1-1             | Celta de Vigo                         | Gillet Fai, Scholz, Laifis, Echiéjilé (86' Fiore) Dossevi, Enoh, Trebel, Edmilson jr. Raman (68' Mbenza), Belfodil (82' Sá)    | 70' Belfodil                           |
| 15 september 2016 21:05 Stade Maurice Dufrasne Luik      | 3' Dossevi                             | 1-0 1-1         | 13' Rossi                             | Gillet Fai, Scholz, Laifis, Echiéjilé (86' Fiore) Dossevi, Enoh, Trebel, Edmilson jr. Raman (68' Mbenza), Belfodil (82' Sá)    | 70' Belfodil                           |
| 29 september 2016 19:00 Amsterdam ArenA Amsterdam        | AFC Ajax                               | 1-0             | Standard Luik                         | Gillet Fai, Scholz, Laifis, Andrade Dossevi (80' Legear), Enoh, Trebel, Edmilson jr. (69' Mbenza) Raman (69' Dompé), Belfodil  | 43' Belfodil 72' Fai 78' Dompé         |
| 29 september 2016 19:00 Amsterdam ArenA Amsterdam        | 28' Dolberg                            | 1-0             |                                       | Gillet Fai, Scholz, Laifis, Andrade Dossevi (80' Legear), Enoh, Trebel, Edmilson jr. (69' Mbenza) Raman (69' Dompé), Belfodil  | 43' Belfodil 72' Fai 78' Dompé         |
| 20 oktober 2016 19:00 Stade Maurice Dufrasne Luik        | Standard Luik                          | 2-2             | Panathinaikos                         | Gillet Fai, Scholz, Laifis, Andrade Dossevi (64' Mbenza), Cissé (72' Enoh), Trebel, Edmilson jr. Belfodil, Sá                  | 85' Trebel                             |
| 20 oktober 2016 19:00 Stade Maurice Dufrasne Luik        | 45+1' Edmilson jr. (pen.) 82' Belfodil | 0-1 0-2 1-2 2-2 | 12' Ibarbo 36' Ibarbo                 | Gillet Fai, Scholz, Laifis, Andrade Dossevi (64' Mbenza), Cissé (72' Enoh), Trebel, Edmilson jr. Belfodil, Sá                  | 85' Trebel                             |
| 3 november 2016 21:05 Apostolos Nikolaidisstadion Athene | Panathinaikos                          | 0-3             | Standard Luik                         | Hubert Fai, Scholz, Laifis, Echiéjilé (46' Fiore) Raman (62' Badibanga), Cissé, Trebel, Edmilson jr. (88' Mbenza) Belfodil, Sá | 66' Sá 71' Fai                         |
| 3 november 2016 21:05 Apostolos Nikolaidisstadion Athene |                                        | 0-1 0-2 0-3     | 61' Cissé 75' Belfodil 90+3' Belfodil | Hubert Fai, Scholz, Laifis, Echiéjilé (46' Fiore) Raman (62' Badibanga), Cissé, Trebel, Edmilson jr. (88' Mbenza) Belfodil, Sá | 66' Sá 71' Fai                         |
| 24 november 2016 19:00 Estadio Balaídos Vigo             | Celta de Vigo                          | 1-1             | Standard Luik                         | Hubert Fai, Scholz, Laifis, Fiore Raman (89' Badibanga), Cissé, Trebel, Edmilson jr. (62' Mbenza) Belfodil, Sá                 | 32' Sá 34' Belfodil 61' Fai 81' Laifis |
| 24 november 2016 19:00 Estadio Balaídos Vigo             | 8' Aspas                               | 1-0 1-1         | 81' Laifis                            | Hubert Fai, Scholz, Laifis, Fiore Raman (89' Badibanga), Cissé, Trebel, Edmilson jr. (62' Mbenza) Belfodil, Sá                 | 32' Sá 34' Belfodil 61' Fai 81' Laifis |
| 8 december 2016 21:05 Stade Maurice Dufrasne Luik        | Standard Luik                          | 1-1             | AFC Ajax                              | Hubert Goreux, Scholz, Laifis, Fiore (57' Echiéjilé) Mbenza, Enoh, Trebel, Dompé (57' Raman) Edmilson jr. (66' Badibanga), Sá  | 51' Fiore 78' Trebel                   |
| 8 december 2016 21:05 Stade Maurice Dufrasne Luik        | 84' Raman                              | 0-1 1-1         | 27' El Ghazi                          | Hubert Goreux, Scholz, Laifis, Fiore (57' Echiéjilé) Mbenza, Enoh, Trebel, Dompé (57' Raman) Edmilson jr. (66' Badibanga), Sá  | 51' Fiore 78' Trebel                   |

### Groepsfase Europa League
Groep G
| #  | Club          | GS | W | G | V | DV | DT | DS  | PTN |
| -- | ------------- | -- | - | - | - | -- | -- | --- | --- |
| 1. | AFC Ajax      | 6  | 4 | 2 | 0 | 11 | 6  | +5  | 14  |
| 2. | Celta de Vigo | 6  | 2 | 3 | 1 | 10 | 7  | +3  | 9   |
| 3. | Standard Luik | 6  | 1 | 4 | 1 | 8  | 6  | +2  | 7   |
| 4. | Panathinaikos | 6  | 0 | 1 | 5 | 3  | 13 | −10 | 1   |

## Statistieken
De spelers met de meeste doelpunten zijn in het geel aangeduid, de speler met de meeste wedstrijden in het groen.
| Nr. | Naam                   | Eerste klasse | Eerste klasse | Beker van België | Beker van België | Supercup | Supercup | Europa League | Europa League | Totaal | Totaal |
| Nr. | Naam                   | Wed           | Goals         | Wed              | Goals            | Wed      | Goals    | Wed           | Goals         | Wed    | Goals  |
| --- | ---------------------- | ------------- | ------------- | ---------------- | ---------------- | -------- | -------- | ------------- | ------------- | ------ | ------ |
| 1.  | Jean-François Gillet   | 28            | 0             | 1                | 0                | 1        | 0        | 3             | 0             | 33     | 0      |
| 2.  | Réginal Goreux         | 23            | 1             | 1                | 0                | 0        | 0        | 1             | 0             | 25     | 1      |
| 5.  | Uwa Elderson Echiéjilé | 6             | 0             | 1                | 0                | 0        | 0        | 3             | 0             | 10     | 0      |
| 5.  | Danilo Barbosa         | 6             | 0             | 0                | 0                | 0        | 0        | 0             | 0             | 6      | 0      |
| 7.  | Mathieu Dossevi        | 23            | 0             | 1                | 0                | 1        | 0        | 3             | 1             | 28     | 1      |
| 8.  | Benito Raman           | 25            | 4             | 1                | 1                | 0        | 0        | 5             | 1             | 31     | 6      |
| 9.  | Renaud Emond           | 14            | 3             | 1                | 0                | 1        | 0        | 0             | 0             | 16     | 3      |
| 10. | Jean-Luc Dompé         | 7             | 0             | 0                | 0                | 0        | 0        | 2             | 0             | 9      | 0      |
| 10. | Dieumerci Ndongala     | 5             | 0             | 0                | 0                | 0        | 0        | 0             | 0             | 5      | 0      |
| 11. | Benjamin Tetteh        | 1             | 0             | 0                | 0                | 0        | 0        | 0             | 0             | 1      | 0      |
| 11. | Jonathan Bolingi       | 6             | 0             | 0                | 0                | 0        | 0        | 0             | 0             | 6      | 0      |
| 12. | Beni Badibanga         | 2             | 0             | 1                | 0                | 0        | 0        | 3             | 0             | 6      | 0      |
| 13. | Alexander Scholz       | 33            | 1             | 1                | 0                | 1        | 0        | 6             | 0             | 41     | 1      |
| 14. | Isaac Mbenza           | 21            | 1             | 0                | 0                | 0        | 0        | 6             | 0             | 27     | 1      |
| 15. | Farouk Miya            | 1             | 0             | 0                | 0                | 1        | 0        | 0             | 0             | 2      | 0      |
| 15. | Merveille Bope         | 2             | 0             | 0                | 0                | 0        | 0        | 0             | 0             | 2      | 0      |
| 16. | Arnaud Bodart          | 2             | 0             | 0                | 0                | 0        | 0        | 0             | 0             | 2      | 0      |
| 17. | Ryan Mmaee             | 7             | 1             | 0                | 0                | 0        | 0        | 0             | 0             | 7      | 1      |
| 18. | Ivan Santini           | 1             | 1             | 0                | 0                | 1        | 1        | 0             | 0             | 2      | 2      |
| 18. | Farès Bahlouli         | 0             | 0             | 0                | 0                | 0        | 0        | 0             | 0             | 0      | 0      |
| 18. | Răzvan Marin           | 18            | 2             | 0                | 0                | 0        | 0        | 0             | 0             | 18     | 2      |
| 19. | Mohamed Yattara        | 0             | 0             | 0                | 0                | 1        | 0        | 0             | 0             | 1      | 0      |
| 20. | Samy Mmaee             | 1             | 0             | 0                | 0                | 0        | 0        | 0             | 0             | 1      | 0      |
| 21. | Eyong Enoh             | 20            | 0             | 1                | 0                | 0        | 0        | 4             | 0             | 25     | 0      |
| 22. | Edmilson jr.           | 31            | 6             | 1                | 0                | 1        | 0        | 6             | 1             | 39     | 7      |
| 23. | Adrien Trebel          | 20            | 2             | 0                | 0                | 1        | 0        | 6             | 0             | 27     | 2      |
| 24. | Corentin Fiore         | 17            | 0             | 1                | 0                | 0        | 0        | 4             | 0             | 22     | 0      |
| 25. | Rochinha               | 0             | 0             | 0                | 0                | 0        | 0        | 0             | 0             | 0      | 0      |
| 25. | Filip Mladenović       | 5             | 0             | 0                | 0                | 0        | 0        | 0             | 0             | 5      | 0      |
| 26. | Senne Vits             | 0             | 0             | 0                | 0                | 0        | 0        | 0             | 0             | 0      | 0      |
| 26. | Christian Luyindama    | 6             | 1             | 0                | 0                | 0        | 0        | 0             | 0             | 6      | 1      |
| 27. | Darwin Andrade         | 16            | 1             | 0                | 0                | 1        | 0        | 2             | 0             | 19     | 1      |
| 28. | Guillaume Hubert       | 10            | 0             | 0                | 0                | 0        | 0        | 3             | 0             | 13     | 0      |
| 30. | Jonathan Legear        | 14            | 1             | 0                | 0                | 1        | 0        | 1             | 0             | 16     | 1      |
| 31. | William Soares         | 6             | 0             | 1                | 0                | 0        | 0        | 0             | 0             | 7      | 0      |
| 32. | Collins Fai            | 18            | 0             | 0                | 0                | 1        | 0        | 5             | 0             | 24     | 0      |
| 33. | Miloš Kosanović        | 17            | 1             | 0                | 0                | 0        | 0        | 0             | 0             | 17     | 1      |
| 34. | Konstantinos Laifis    | 30            | 1             | 0                | 0                | 0        | 0        | 6             | 1             | 36     | 2      |
| 36. | Dino Arslanagic        | 1             | 0             | 0                | 0                | 1        | 0        | 0             | 0             | 2      | 0      |
| 38. | Alexandro Cavagnera    | 1             | 0             | 0                | 0                | 0        | 0        | 0             | 0             | 1      | 0      |
| 40. | Jérôme Deom            | 9             | 0             | 0                | 0                | 0        | 0        | 0             | 0             | 9      | 0      |
| 42. | Wallyson Mallmann      | 2             | 0             | 0                | 0                | 0        | 0        | 0             | 0             | 2      | 0      |
| 44. | Ibrahima Cissé         | 22            | 0             | 1                | 0                | 1        | 0        | 3             | 1             | 27     | 1      |
| 52. | Ibrahima Bah           | 1             | 0             | 0                | 0                | 0        | 0        | 0             | 0             | 1      | 0      |
| 60. | Birama Touré           | 3             | 1             | 0                | 0                | 0        | 0        | 0             | 0             | 3      | 1      |
| 70. | Orlando Sá             | 28            | 17            | 1                | 0                | 0        | 0        | 5             | 0             | 34     | 17     |
| 77. | Jonathan Okita         | 0             | 0             | 0                | 0                | 0        | 0        | 0             | 0             | 0      | 0      |
| 77. | Valeriy Luchkevych     | 10            | 1             | 0                | 0                | 0        | 0        | 0             | 0             | 10     | 1      |
| 99. | Ishak Belfodil         | 32            | 14            | 0                | 0                | 0        | 0        | 5             | 3             | 37     | 17     |

## Afbeeldingen

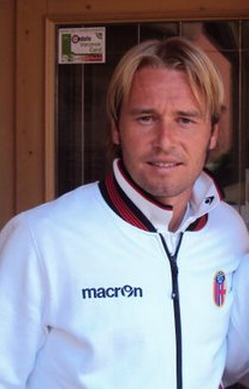
Jean-François Gillet (doelman)
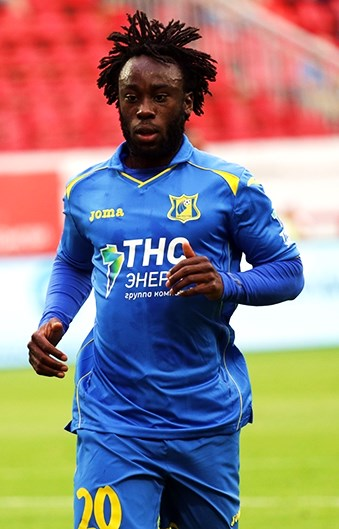
Réginal Goreux (verdediger)
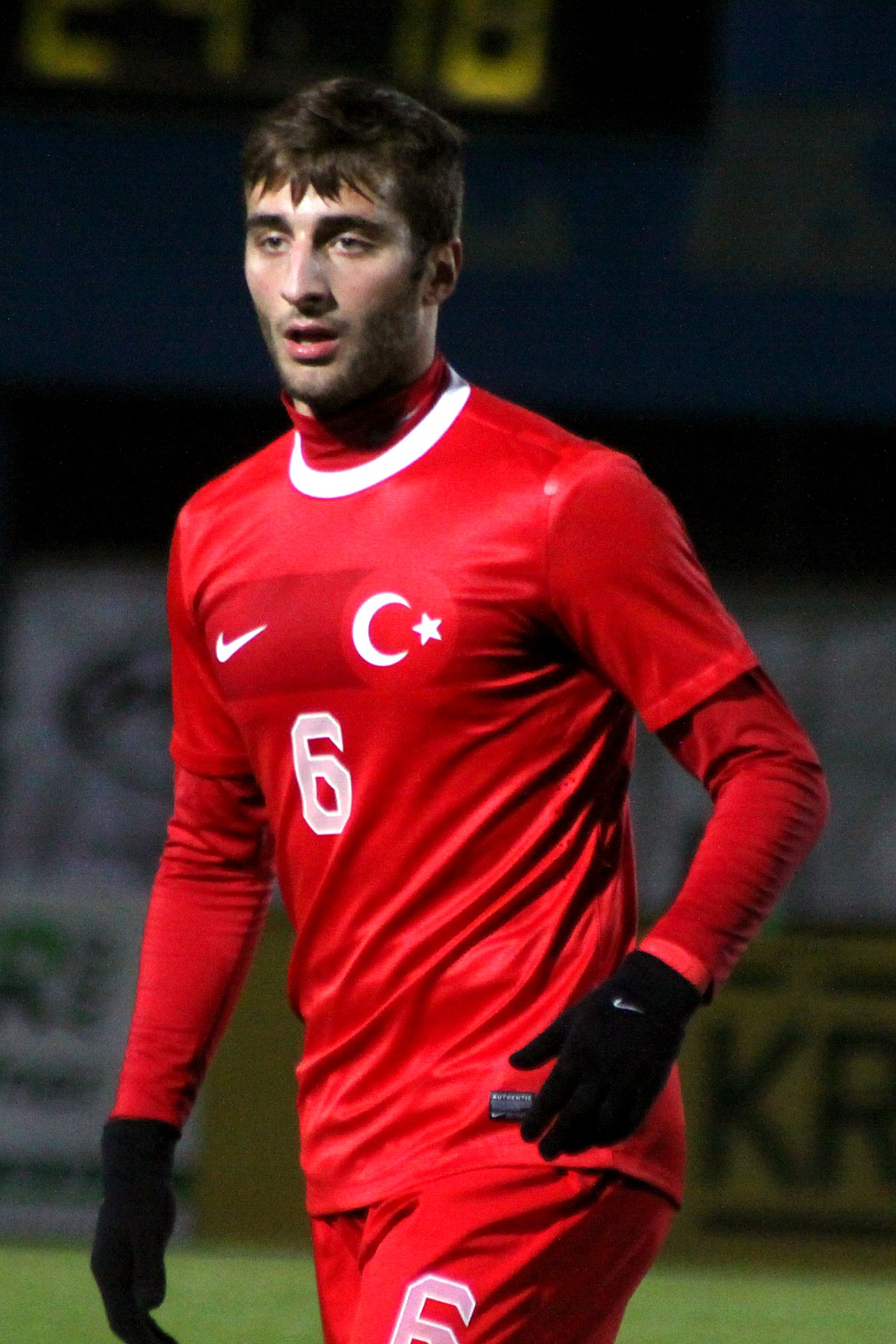
Alpaslan Öztürk (middenvelder)
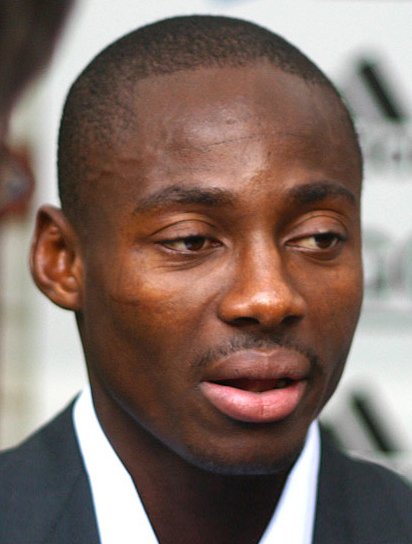
Eyong Enoh (middenvelder)
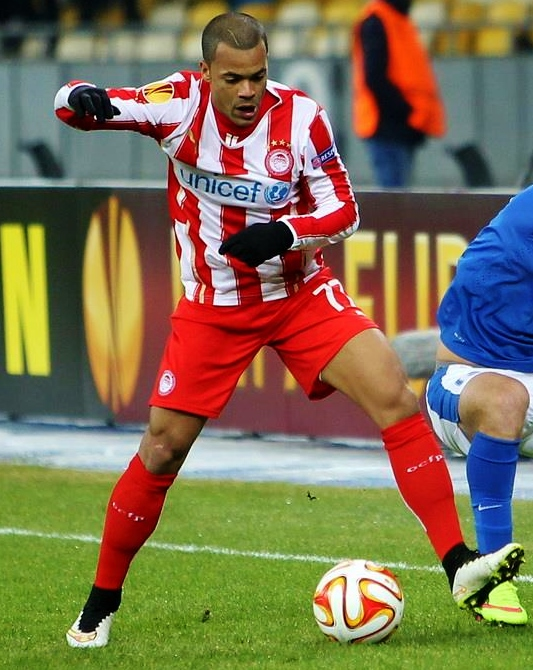
Mathieu Dossevi (middenvelder)
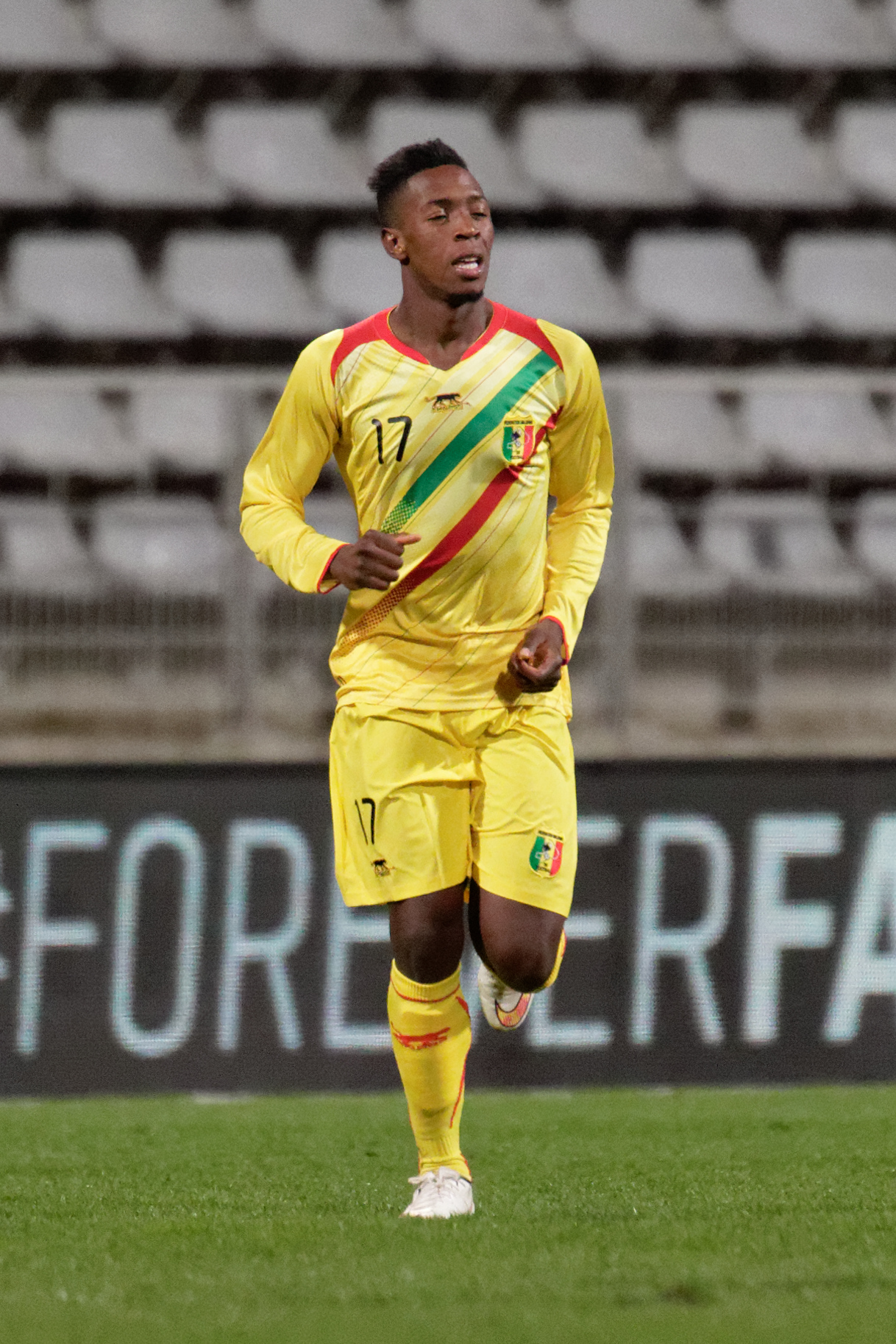
Birama Touré (middenvelder)
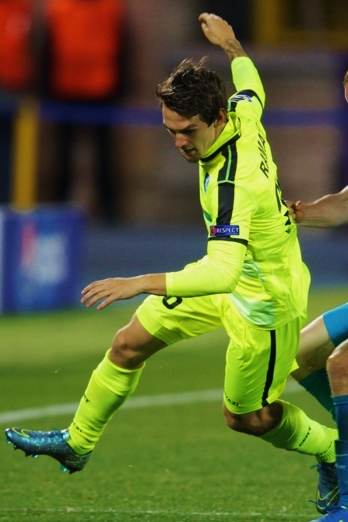
Benito Raman (aanvaller)
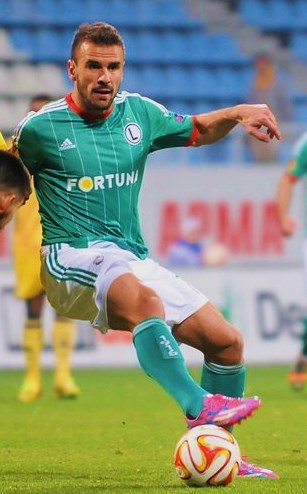
Orlando Sá (aanvaller)